# Pteris zippelii
Pteris zippelii är en kantbräkenväxtart som först beskrevs av Friedrich Anton Wilhelm Miquel, och fick sitt nu gällande namn av Masahiro Kato och K. U. Kramer. Pteris zippelii ingår i släktet Pteris och familjen Pteridaceae. Inga underarter finns listade.